# Driller Killer (film)
Pour les articles homonymes, voir Driller Killer.
Pour plus de détails, voir Fiche technique et Distribution.
Driller Killer (The Driller Killer) est un film américain réalisé par Abel Ferrara, sorti en 1979.

## Synopsis
Reno, peintre résident dans un quartier malfamé de New York, avec sa fiancée et la maîtresse de cette dernière, peine à payer ses loyers. Il travaille sans relâche sur ce qui sera, selon lui, son chef-d'œuvre. Cependant, il ne parvient pas à donner la touche finale au tableau. Il est progressivement atteint d'hallucinations où il s'imagine, perceuse électrique à la main, tuer les sans-abris du quartier.

## Fiche technique
- Titre : Driller Killer
- Titre original : The Driller Killer
- Titre alternatif : Le Tueur à la perceuse
- Réalisation : Abel Ferrara
- Scénario : Nicholas St. John
- Production : D.A. Metrov, Rochelle Weisberg
- Budget : 20 000 dollars (15 000 euros)
- Musique : Joe Delia
- Photographie : Ken Kelsch (en) et James Lemmo (en)
- Montage : Bonnie Constant, Michael Constant, Abel Ferrara, Orlando Gallini
- Pays de production : États-Unis
- Format : Couleurs - 1,37:1 - Mono - 16 mm
- Genre : Horreur et thriller
- Durée : 96 minutes
- Date de sortie :
  - États-Unis : 15 juin 1979
- Classification :
  - France : Interdit aux moins de 12 ans[1],[2]
  - Royaume-Uni : Interdit aux moins de 18 ans[3]

## Distribution
- Abel Ferrara (VF : Guy Chapellier) : Reno Miller (crédité en tant que Jimmy Laine)
- Carolyn Marz : Carol
- Baybi Day : Pamela
- Harry Schultz : Dalton Briggs
- Alan Wynroth : Landlord
- Maria Helhoski : la nonne
- James O'Hara : l'homme de l'église
- Richard Howorth : Stephen, le mari de Carol
- Louis Mascolo : le victime au couteau
- Tommy Santora : l'attaquant
- Rita Gooding : spot télévisé
- Chuck Saaf : spot télévisé
- Gary Cohen : le narrateur (voix)

## Production
Le tournage du film se déroule à New York de juin 1977 à mars 1978. Abel Ferrara et le scénariste Nicholas St. John ont collaboré à maintes reprises sur des films tels que L'Ange de la vengeance (1981), New York, deux heures du matin (1984), The King of New York (1990), Body Snatchers, Snake Eyes (1993), The Addiction (1995) ou Nos funérailles (1996).
Le réalisateur William Friedkin, impressionné par le film, convaincra le studio Warner Bros. de produire le deuxième film de Ferrara, L'Ange de la vengeance (1981).
Le groupe The Damned fait mention du film dans leur morceau Nasty.
Un remake, écrit et réalisé par Andrew Jones, était prévu pour 2008.